# Nationalkönige
Der veraltete Begriff Nationalkönige wird für die Könige Italiens gebraucht, die nach dem Zerfall des Karolingerreiches von 888 (Tod Karls III.) bis 961 regierten. Weil es noch keine Nationen gab, ist die Bezeichnung anachronistisch, wird aber weiter benutzt. Die Könige werden in den Fuldaer Annalen als reguli (Kleinkönige) verspottet, sie entstammten dem fränkischen Adel. Es gibt in dieser Zeit sprachlich ein erstes Zeugnis der italienischen Volgare, das Indovinello Veronese. Zu nennen sind (mit der Regierungszeit als König von Italien):
- Berengar I. von Friaul (888–889, 896–901 und 905–924, 915 Krönung zum Kaiser)
- Guido von Spoleto (889–894, 891 Krönung zum Kaiser)
- Lambert von Spoleto, Sohn Guidos (891/894–896, 892 Krönung zum Mitkaiser)
- Ludwig der Blinde von der Provence (900–905, 901 Krönung zum Kaiser)
- Rudolf II. (Burgund) (924–926)
- Hugo I. (926–946)
- Lothar II., Sohn Hugos I. (946–950)
- Berengar II. (950–961)
  - Adalbert von Ivrea, Sohn Berengars II. (950–961 Mitkönig)

Legitimiert durch die Ehe mit Adelheid, der Witwe Lothars II., konnte Otto I. 951 die langobardisch-italienische Krone übernehmen. Er überließ Berengar II. zunächst Italien als Lehen, setzte ihn aber auf seinem zweiten Italienzug 961 ab, Italien wurde dem Reich eingegliedert und seither als Reichsitalien bezeichnet.